# Liste der hanseatischen Gesandten im Vereinigten Königreich
Die Hansestädte Lübeck, Hamburg und Bremen verfügten seit dem 17. Jahrhundert über gemeinsame diplomatische Vertreter in England bzw. im Vereinigten Königreich, die als Gesandte am Hof von St. James akkreditiert waren. Ab 1869 wurden die Hansestädte durch den Gesandten des Norddeutschen Bundes vertreten.

## Gesandte
| Jahre     | Name                                        | Lebensdaten                          | Anmerkungen | Porträt |
| --------- | ------------------------------------------- | ------------------------------------ | --- | ------- |
| 1680–1706 | Theodor Jacobsen                            | † 17. Juli 1706                      | Auch: Theodore sowie Jacobson. Zugleich in Nachfolge seines 1680 kinderlos verstorbenen Bruders Jacob House-Master des Stalhofs.                                     |         |
| 1706–1720 | Sir Jacob Jacobsen                          | * 1688; † 12. Juli 1735              | Neffe seines kinderlos verstorbenen Amtsvorgängers und gleichfalls House-Master des Stalhofs. Musste zurücktreten, da er bei der Südseeblase insolvent gegangen war. |         |
| 1720–1727 | Johann Gerhard von Hoppman                  | † 17. Oktober 1747                   | Auch: Hopmann. Gesandter des Fürstentums Wolfenbüttel am Hof von St. James                                                                                           |         |
| 1727–1741 | Hinrich Elking                              |                                      | Auch: Eelking sowie Henry |         |
| 1741–1770 | Martin Elking                               |                                      | Auch: Eelking |         |
| 1771–1784 | Paul Amsinck                                | * 3. Juli 1733; † 26. März 1812      | |         |
| 1784–1804 | Henry Heymann                               |                                      | Auch: Heyman, sowie Hinrich und Heinrich |         |
| 1804–1817 | Patrick Colquhoun                           | * 14. März 1745; † 25. April 1820    | |         |
| 1817–1855 | James Colquhoun                             | * 7. Juni 1780; † 23. Juli 1855      | |         |
| 1855–1861 | Alfred Rücker                               | * 25. Juni 1825; † 25. April 1869    | Trat wegen seiner Wahl zum Hamburger Senator zurück |         |
| 1861–1864 | George Joachim Goschen, 1. Viscount Goschen | * 10. August 1831; † 7. Februar 1907 | Auch: Göschen. Geschäftsführender Stellvertreter; die Position des Ministerresidenten war vakant                                                                     |         |
| 1864–1866 | Rudolf Schleiden                            | * 22. Juli 1815; † 25. Februar 1895  | |         |
| 1866–1868 | Friedrich Heinrich Geffcken                 | * 9. Dezember 1830; † 1. Mai 1896    | |         |